# Mimobolbus pygmaeus
Mimobolbus pygmaeus là một loài bọ cánh cứng trong họ Geotrupidae. Loài này được Frey miêu tả khoa học năm 1967.